# Komorische Fußballnationalmannschaft
Die komorische Fußballnationalmannschaft ist die Nationalmannschaft des afrikanischen Inselstaates der Komoren. Die Komoren sind seit 2003 Mitglied der CAF und seit 2005 Mitglied der FIFA. Ihr erstes offizielles FIFA-Länderspiel absolvierte die Mannschaft am 14. Dezember 2006 in Sanaa gegen Jemen. Das erste inoffizielle Spiel fand jedoch bereits am 26. August 1979 in Réunion gegen Mauritius statt und endete 0:3. Die Mannschaft galt lange als eine der schwächsten der Welt. Im März 2021 qualifizierten sie sich zum ersten Mal für den Afrika-Cup 2022. An einer Weltmeisterschaft nahm das Land bisher noch nie teil.

## Internationale Wettbewerbe

### Weltmeisterschaft
- 1930 bis 1974 – kein unabhängiger Staat
- 1978 bis 2006 – war kein FIFA-Mitglied
- 2010 bis 2022 – nicht qualifiziert

### Afrikameisterschaft
- 1957 bis 2008 – nicht teilgenommen
- 2010 bis 2012 – nicht qualifiziert
- 2013 – nicht teilgenommen
- 2015 bis 2019 – nicht qualifiziert
- 2022 – Achtelfinale
- 2024 – nicht qualifiziert
- 2025 – qualifiziert

### Afrikanische Nationenmeisterschaft
- 2009 bis 2011 – nicht teilgenommen
- 2014 bis 2023 – nicht qualifiziert

### Südafrikameisterschaft (COSAFA Cup)
- 1997 bis 2007 – nicht teilgenommen
- 2008 – Vorrunde
- 2009 – Vorrunde
- 2010 – Turnier abgesagt
- 2013 – nicht teilgenommen
- 2014 – Turnier fand nicht statt
- 2015 bis 2017 – nicht teilgenommen
- 2018 – Vorrunde
- 2019 – Viertelfinale
- 2020 – Turnier wegen der COVID-19-Pandemie abgesagt
- 2021 – zurückgezogen
- 2022 – Vorrunde
- 2024 – Vierter

## Trainer
- Manuel Amoros (2010)
- Mohamed Chamité Abdérémane (2010–2011)
- Jean-Paul Rossignol (2011)
- Ali Mbaé Camara (2011–2014)
- Amir Abdou (2014–2022)
- Younes Zerdouk (2022–2023)
- Stefano Cusin (seit 2023)